# For Funerals to Come…
For Funerals to Come… — мини-альбом из четырёх композиций шведской метал-группы Katatonia, выпущенный в 1995 году. Был переиздан на виниле вместе с альбомом Brave Murder Day в количестве 150 оранжевых и 350 жёлтых копий на Century Media Records в 2009. Переиздан вновь в ноябре 2011 года на Peaceville Records с двумя бонус-треками.

## Список композиций
Все тексты написаны Йонасом Ренксе, за исключением «Shades of Emerald Fields», написанной Гийомом Ле Юш, вся музыка написана Андерсом Нюстрёмом.
| №                   | Название                   | Длительность |
| ------------------- | -------------------------- | ------------ |
| 1.                  | «Funeral Wedding»          | 8:40         |
| 2.                  | «Shades of Emerald Fields» | 5:24         |
| 3.                  | «For Funerals to Come…»    | 2:50         |
| 4.                  | «Epistel»                  | 1:13         |
| Общая длительность: | Общая длительность:        | 18:07        |

| №                   | Название | Длительность |
| ------------------- | --- | ------------ |
| 5.                  | «Black Erotica» (записана в 1994 году, присутствовала на сборнике W.A.R. Compilation — Volume One (Wrong Again Records))    | 9:08         |
| 6.                  | «Love of the Swan» (записана в 1994 году, присутствовала на сборнике W.A.R. Compilation — Volume One (Wrong Again Records)) | 6:53         |
| Общая длительность: | Общая длительность: | 34:07        |

## Участники записи
Katatonia
- Йонас Ренксе — вокал, ударные
- Андерс Нюстрём — гитара, дополнительный вокал
- Гийом Ле Юш — бас-гитара

Производственный персонал
- Дан Сванё — звукозапись, сведение и инжиниринг